# Капеллани, Альбер
Альбер Капеллани (фр. Albert Capellani; 1874, Париж — 1931, там же) — французский кинорежиссёр, сценарист, продюсер, оператор, актер.

## Биография

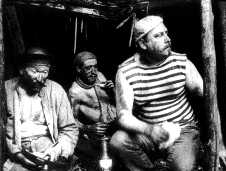
Кадр из фильма «Жерминаль»

Альбер Капеллани несколько лет состоял в труппе «Театр Либр», затем вошёл в труппу Фирмена Жемье, а позже стал администратором «Театр де л’Альгамбра». Снимал фильмы для «Пате» («Ослиная кожа», «Кот в сапогах», «Возмездие», «Жанна д’Арк» и т. д.). Пробовал силы в комическом жанре и режиссировал некоторые фильмы с Андре Дидом.
23 июня 1908 года в Альбер Капеллани стал художественным руководителем Общества авторов и литераторов (Societé cin ématographique des auteurs et gens de lettres — SCAGL).
Когда Патэ назначил Капеллани художественным руководителем ССАЖЛ, режиссёр подобрал новый персонал и привлек известных актёров. Он принял на ведущие роли несколько популярных артистов из мюзик-холла: Мистингет, Тревиля. Часть труппы составили его старые товарищи из «Театр Либр» (Мевисто, Александр Аркийер, Дефонтен и Гретийа).
Они играли в его первом фильме, имевшем значительный успех, — «Человек в белых перчатках». В 1908 году Капеллани поставил «Арлезианку» по Альфонсу Доде, но её успех вскоре затмила «Западня» по роману Золя, в которой Александр Аркийер играл роль Купо.
Альберт Капеллани, главный руководитель почти всех фильмов ССАЖЛ, был и режиссёром многих из них. Обширная продукция этой фирмы достигала 50 фильмов в год. По примеру Фернана Зекка Капеллани окружил себя многочисленными сотрудниками, из которых многие стали режиссёрами. Это были актёры его труппы: Арман Нюмес, Анри Дефонтен, Ж. Деноля, Жорж Монка — и некоторые сценаристы, например Мишель Карре и Данкель Риш.
Альбер Капеллани содействовал созданию в кино повествовательного стиля.
Лучшие фильмы Капеллани — это экранизации популярных романов XIX века, и в первую очередь произведений Виктора Гюго («Собор Парижской богоматери», «93-й год», «Отверженные») и Эмиля Золя («Западня», «Жерминаль»). Таким образом, Капеллани, как и его учитель Андре Антуан, был связан с определённой французской литературной традицией.

## Фильмография
1. 1904 — Ослиная кожа / Peau d'âne (1 ч., 175 м.)
2. 1905 — Бродяга / Le chemineau (1 ч., 110 м.)
3. 1905 — Практикующий фокусник / Le Prestidigitateur pratique (1 ч.)
4. 1906 — Алладин / Alladin ou la lampe merveilleuse (1 ч., 250 м.)
5. 1906 — Бедная мать / Pauvre mère (1 ч., 115 м.)
6. 1906 — Возраст сердца / La voix de la conscience (1 ч., 85 м.)
7. 1906 — Голос совести / La voix de la conscience (1 ч., 85 м.)
8. 1906 — Дочь звонаря / La fille du sonneur (1 ч., 235 м.)
9. 1906 — Драма страсти / Drame passionnel (1 ч., 125 м.)
10. 1906 — Жена борца / La femme du lutteur (1 ч., 150 м.)
11. 1906 — Закон прощения / La loi du pardon (1 ч., 145 м.)
12. 1906 — Смертельная идиллия / Mortelle idylle (1 ч., 105 м.)
13. 1907 — Две сестры / Les deux soeurs (1 ч., 225 м.)
14. 1907 — Дочь мясника / La fille du bûcheron (1 ч., 185 м.)
15. 1907 — Золушка / Cendrillon (1 ч., 295 м.)
16. 1907 — Любовь раба / Amour d'esclave (1 ч., 210 м.)
17. 1907 — Сганарель / Sganarelle (1 ч.)
18. 1907 — Талисман / Le pied de mouton (1 ч., 300 м.)
19. 1908 — Арлезианка / L'arlesienne (1 ч., 355 м.)
20. 1908 — Беатриса Ченчи / Beatrix Cenci (1 ч., 225 м.)
21. 1908 — Бенвенуто Челлини / Benvenuto Cellini (1 ч., 290 м.)
22. 1908 — Весталка / La vestale (1 ч., 225 м.)
23. 1908 — Вильгельм Телль / Guillaume Tell (1 ч.)
24. 1908 — Дон Жуан / Don Juan (1 ч., 330 м.)
25. 1908 — Застрявший в Мон-Сен-Мишель / L'enlisé du Mont Saint-Michel (1 ч., 150 м.)
26. 1908 — Кот в сапогах / Le chat botte (1 ч., 224 м.)
27. 1908 — Красавица и чудовище / La belle et la bete (1 ч., 190 м.)
28. 1908 — Мария Стюарт / Marie Stuart (1 ч., 255 м.)
29. 1908 — Менестрель / Le trouvere (1 ч.)
30. 1908 — Ослиная кожа / Peau d'ane (1 ч., 310 м.)
31. 1908 — Последняя телега / La derniere charrette (1 ч.)
32. 1908 — Рикки-хохолок / Riquet a la houppe (1 ч., 290 м.)
33. 1908 — Саломея / Salome (1 ч.)
34. 1908 — Самсон / Samson (1 ч., 332 м.)
35. 1908 — Спящая красавица / La belle au bois dormant (1 ч., 300 м.)
36. 1908 — Тарквиний великолепный / Tarquin le superbe (1 ч., 230 м.)
37. 1908 — Трагический корсиканец / Le corso tragique (1 ч., 240 м.)
38. 1908 — Человек в белых перчатках / L'homme aux gants blancs (1 ч., 310 м.)
39. 1908 — Чудесный платок / Le foulard merveilleux (1 ч., 145 м)
40. 1909 — Выкуп короля / Le rancon du roi (1 ч.)
41. 1909 — Жизнь Жанны Д'Арк / La vie de Jeanne D'Ark (1 ч., 270 м.)
42. 1909 — Западня / L'assommoir (3 ч., 900 м.)
43. 1909 — Король развлекается / Le roi s'amuse (1 ч., 350 м.)
44. 1909 — Княжна Тараканова / Tarakanowa et Catherine II (1 ч., 230 м.)
45. 1909 — Лукреция Борджиа / Lucrece Borgia (1 ч.)
46. 1909 — Нельская башня / La tour de Nesle (1 ч., 380 м.)
47. 1909 — Скрипичный мастер из Кремоны / Le luthier de Cremone (1 ч., 235 м.)
48. 1909 — Смерть герцога Энгиенского / La mort du duc d'Enghien (1 ч., 310 м.)
49. 1909 — Цветы колодок / Fleur de pave (1 ч., 315 м.)
50. 1909 — Шагреневая кожа / La peau de chagrin (1 ч., 310 м.)
51. 1910 — Аталия / Athalie (2 ч., 550 м.)
52. 1910 — Беглец из Тюильри / Le evade des Tuieliers (1 ч., 320 м.)
53. 1910 — Бутылка молока / La bouteille de lait (1 ч., 255 м.)
54. 1910 — В дни Террора / Sous la Terreur (1 ч., 280 м.)
55. 1910 — Гибель Линкольна / La mort du Lincoln (1 ч., 265 м.)
56. 1910 — Две сиротки / Les deux orphelines (1 ч., 355 м.)
57. 1910 — Досадная ошибка / Fâcheuse méprise (1 ч.)
58. 1910 — Драма в вагоне / Un drame en wagon (1 ч.)
59. 1910 — Жертва Софии / La victime de Sophie (1 ч., 175 м.)
60. 1910 — Изменник / Trahis (1 ч.)
61. 1910 — Изображение / L'image (1 ч., 255 м.)
62. 1910 — Квентин Дорвард / Quentin Durward (1 ч.)
63. 1910 — Ненависть / La haine (1 ч.)
64. 1910 — Ничтожество / La spoliateur (1 ч., 290 м.)
65. 1910 — Отмщение смерти / La vengeance de la morte (1 ч., 210 м.)
66. 1910 — Паганини / Paganini (1 ч.)
67. 1910 — Покров счастья / La voile du bonheur (1 ч., 365 м.)
68. 1910 — Ради чести / Pour l'honneur (2 ч., 405 м.)
69. 1910 — Роман дня / Le roman d'un jour (1 ч., 330 м.)
70. 1910 — Сила памяти / La puissance de souvenir (1 ч., 230 м.)
71. 1910 — Соучастник / La complice (1 ч., 255 м.)
72. 1910 — Фра Диаволо / Fra Diavolo (1 ч., 245 м.)
73. 1910 — Франсуа де Римини / Francoise de Rimini (1 ч., 275 м.)
74. 1910 — Цыганка / La zingara (1 ч., 210 м.)
75. 1910 — Эрнани / Hernani (1 ч., 305 м.)
76. 1911 — Бродяга / La vagabonde (1 ч., 265 м.)
77. 1911 — В отношении ребёнка / Par respect de l'enfant (1 ч., 295 м.)
78. 1911 — Видения Фреда Бенуа / La vision de Frede Benoit (1 ч., 215 м.)
79. 1911 — Грибуй украл «Джоконду» / Gribouille a vole la Joconde (1 ч.)
80. 1911 — Два сослуживца / Deux collegues (1 ч., 160 м.)
81. 1911 — Две дочери Испании / Deux filles d'Espagne (1 ч., 195 м.)
82. 1911 — Две сестры / Les deux soeurs (1 ч., 290 м.)
83. 1911 — Зависть / L'envieuse (1 ч., 285 м.)
84. 1911 — Интриганка / L'intrigante (1 ч., 175 м.)
85. 1911 — Карлик / Le nabot (1 ч.)
86. 1911 — Кукла сиротки / La poupee de l'orpheline (1 ч., 215 м.)
87. 1911 — Лионский курьер, или Нападение на почтовый карету[фр.] / Le Courrier de Lyon ou L'Attaque de la malle-poste (3 ч., 780 м.)
88. 1911 — Лунный свет времён Ришельё / Un clair de lune sous Richelieu (1 ч.)
89. 1911 — Мумия / La momie (1 ч., 250 м.)
90. 1911 — Невеста проклятого замка / La fiancee du chateau maudit (1 ч., 255 м.)
91. 1911 — Низкие цены / Prix de vertu (1 ч., 225 м.)
92. 1911 — Перелётные птицы / L'oiseau s'envole (1 ч., 285 м.)
93. 1911 — Посетитель / Le visiteur (1 ч., 295 м.)
94. 1911 — Ригадин — комик / Rigadin comedien (1 ч.)
95. 1911 — Роберт Брюс, эпизоды войны Шотландии за независимость / Robert Bruce, episode des guerres de l'independance ecossaice (2 ч., 405 м.)
96. 1911 — Сирано и д'Ассуси / Cyrano et d'Assoucy (1 ч.)
97. 1911 — Собор Парижской богоматери / Notre Dame de Paris (3 ч., 810 м.)
98. 1911 — Танец Сива / La danseuse de Siva (1 ч., 285 м.)
99. 1911 — Тристан и Изольда / Tristan et Yseult (2 ч., 615 м.)
100. 1911 — У месье нервный тик / Un monsieur qui a un tic (1 ч., 165 м.)
101. 1911 — Ужас / L'epouvante (1 ч., 235 м.)
102. 1911 — Хлеб для птичек / Le pain des petits oiseaux (1 ч., 265 м.)
103. 1911 — Чёрные занавески / Le rideau noir (1 ч., 250 м.)
104. 1911 — Шесть небольших тамбуринов / Les six petits tambours (1 ч., 285 м.)
105. 1911 — Ясинта-хозяйка / Jacintha la cabaretiere (1 ч., 260 м.)
106. 1912 — Анна Каренина / Anna Karenine (1 ч., 265 м.)
107. 1912 — Богема / La boheme (3 ч., 770 м.)
108. 1912 — Жозетта / Josette (1 ч., 385 м.)
109. 1912 — Конгресс подметальщиков / Le congress des balayeurs (1 ч., 240 м.)
110. 1912 — Конец Робеспьера / La fin de Robespierre (2 ч., 425 м.)
111. 1912 — Мадам ДюБарри / Un amour de la du Barry (1 ч., 390 м.)
112. 1912 — Мадам Тальен / Madame Tallien
113. 1912 — Манон Леско / Manon Lescaut
114. 1912 — Марион Делорм / Marion DeLorme
115. 1912 — Парижские тайны / Les mysteres de Paris (5 ч., 1540 м.)
116. 1912 — Сигнал / Le signalement (1 ч., 310 м.)
117. 1912 — Сирано де Бержерак / Les aventures de Cyrano de Bergerac (3 ч., 735 м.)
118. 1912 — Смерть герцога Энгиенского / La mort du duc d'Enghien
119. 1912 — Стадии любви / Les etapes de l'amour (1 ч., 260 м.)
120. 1912 — Трагическая любовь Мона Лизы / Le tragique amour de Mona Lisa (2 ч., 550 м.)
121. 1912 — Шевалье из Мезон-Руж / Le chevalier de Maison Rouge (6 ч.)
122. 1913 — Абсент / L'absent (3 ч., 830 м.)
123. 1913 — Дом банщика / La maison du baigneur (6 ч., 1790 м.)
124. 1913 — Жерминаль / Germinal (10 ч., 3020 м.)
125. 1913 — Клей / La glu (6 ч., 1875 м.)
126. 1913 — Мария Тюдор / Marie Tudor (5 ч., 1600 м.)
127. 1913 — Набоб / Le nabab (4 ч., 1130 м.)
128. 1913 — Отверженные / Les miserables (13 ч., 3370 м.)
129. 1913 — Прерванный сон / La reve interdit (2 ч., 705 м.)
130. 1914 — Вечная любовь / Eternal amour (3 ч., 880 м.)
131. 1914 — Двое детей / Les deux gosses (2 ч.)
132. 1914 — Девяносто третий год / Quatre-vingt-treize (10 ч., 2820 м.)
133. 1914 — Красотка с лимонадом / La belle limonadiere (5 ч.)
134. 1914 — Модель / Le modele
135. 1914 — Родина / Patrie (6 ч., 1885 м.)
136. 1915 — Дама с камелиями / Camille (5 ч., 1500 м.)
137. 1915 — Лицо в лунном свете / The face in the moonlight (5 ч.)
138. 1915 — Самозванец / The impostor (5 ч., 1500 м.)
139. 1915 — Сияние изумруда / The flash of an emerald (5 ч., 1500 м.)
140. 1916 — Двое детей / Les deux gosses (8 ч., 2680 м.)
141. 1916 — Жизнь Богемы / La vie de Boheme (5 ч.)
142. 1916 — Мрачная тишина / The dark silence
143. 1916 — Общий закон / The common law (7 ч.)
144. 1916 — Одураченная дева / The foolish virgin (5 ч.)
145. 1916 — Праздник жизни / The feast of life (5 ч.)
146. 1917 — Американка / American maid (5 ч., 1500 м.)
147. 1917 — Самый лёгкий путь / The easiest way (7 ч.)
148. 1918 — Лицемеры / Social hypocrities (6 ч., 1800 м.)
149. 1918 — Обитель радости / The house of mirth (6 ч., 1719 м.) (фильм не сохранился)
150. 1918 — Око за око / Eye for eye (7 ч.) (фильм не сохранился)
151. 1918 — Отдых / Daybreak (5 ч., 1500 м.) (фильм не сохранился)
152. 1918 — Самая богатая девушка / The richest girl (5 ч.)
153. 1919 — Из тумана / Out of the fog (7 ч.)
154. 1919 — Красный фонарь / The red lantern (7 ч.)
155. 1919 — О, парень / Oh, boy (6 ч.)
156. 1919 — Порочная модель / The virtuous model (6 ч.)
157. 1920 — Ясновидящая / The fortune teller (7 ч.)
158. 1921 — Внутри кубка / The inside of the cup (7 ч.)
159. 1921 — Дикие гуси / The wild goose (7 ч.)
160. 1922 — Сёстры / Sisters (7 ч., 2068 м.)
161. 1922 — Юная Диана / The young Diana (7 ч., 2055 м.)